# Matevz Pristavec
Matevz Pristavec (ur. 11 kwietnia 1979) – słoweński snowboardzista. Nie startował na igrzyskach olimpijskich. Jego najlepszym wynikiem na mistrzostwach świata w snowboardzie było 11. miejsce w Big Air na mistrzostwach w Kreischbergu. Najlepsze wyniki w Pucharze Świata w snowboardzie osiągnął w sezonie 2009/2010, kiedy to zajął 35. miejsce w klasyfikacji generalnej, a w klasyfikacji Big Air był trzeci.

## Sukcesy

### Mistrzostwa Świata
| Miejsce | Dzień       | Rok  | Miejscowość | Konkurencja | Zwycięzca      |
| ------- | ----------- | ---- | ----------- | ----------- | -------------- |
| 11.     | 18 stycznia | 2003 | Kreischberg | Big Air     | Risto Mattila  |
| 28.     | 19 stycznia | 2007 | Arosa       | Big Air     | Mathieu Crepel |
| 34.     | 24 stycznia | 2009 | Kangwŏn     | Big Air     | Markku Koski   |

### Puchar Świata

#### Miejsca w klasyfikacji generalnej
- 2001/2002 – -
- 2002/2003 – -
- 2003/2004 – -
- 2004/2005 – -
- 2005/2006 – 142.
- 2007/2008 – 134.
- 2008/2009 – 285.
- 2009/2010 – 35.

#### Miejsca na podium
- Jak dotąd Pristavec nigdy nie stawał na podium zawodów PŚ.